# Мюзи, Жан-Мари
Жан-Мари Мюзи (фр. Jean-Marie Musy; 10 апреля 1876 года, Альбёв, кантон Фрибур, Швейцария — 19 апреля 1952 года, там же) — швейцарский политик, президент.

## Биография
Жан-Мари Мюзи изучал право в университетах Фрибура, Мюнхена, Лейпцига, Берлина  и Вены. В 1904 году получил диплом доктора юридических наук в университете Фрибура, а в 1906 году принят в коллегию адвокатов. С 1906 по 1911 год работал адвокатом. Затем он занялся политикой и был избран в Большой совет (кантональный парламент) Фрибура (1911-1919) и Кантональный совет (правительство) (1912-1919), где возглавлял департамент финансов. С 1914 по 1919 год избирался в Национальный совет (парламент Швейцарии).
- 11 декабря 1919 — 30 апреля 1934 — член Федерального совета Швейцарии.
- 1 января 1920 — 30 апреля 1934 — начальник департамента (министр) финансов и сборов.
- 1 января — 31 декабря 1924 — вице-президент Швейцарии.
- 1 января — 31 декабря 1925, 1 января — 31 декабря 1930 — президент Швейцарии.

Как начальник финансового департамента, во время кризиса он проводил политику дефляции без достижения ожидаемых улучшений. Мюзи был приверженцем либеральной концепции государства и отказался от возобновления отношений с СССР. В 1927 году по его инициативе был принят закон о запрете забастовок для государственных служащих. В марте 1934 года, после того как на референдуме народ отверг „Закон Хёберлина“ об охране общественного порядка, он поставил ультиматум Федеральному совету. Его коллеги отказались следовать его программе и Мюзи подал в отставку.
Во время Второй мировой войны он имел тесные связи с нацистами, в том числе с  Генрихом Гиммлером. Это позволило ему, вместе со своим сыном Бенуа, как частным лицам без какого-либо политического или дипломатического статуса, спасти в феврале 1945 года 1200 евреев из концентрационного лагеря Терезиенштадт и вывезти их в Швейцарию.
После войны Мюзи ушёл с политической сцены.
Сын Пьер был успешным спортсменом, он выиграл золото в бобслее на Олимпийских играх 1936 года, также добился высоких достижений в конном спорте.